# Antoni Urbański (polityk)
Antoni Urbański (ur. 16 stycznia 1905 w Dębach Szlacheckich, zm. 14 lutego 1985) – polski ekonomista i spółdzielca, polityk, poseł do Krajowej Rady Narodowej i do Sejmu Ustawodawczego (1945–1947, 1949–1952).

## Życiorys
Ukończył studia na Wydziale Prawno-Ekonomicznym Uniwersytetu Poznańskiego, później studiował zarządzanie na lokalnej Akademii Handlowej. W 1929 wstąpił do Narodowej Partii Robotniczej, z którą w 1937 przystąpił do Stronnictwa Pracy. Do wybuchu II wojny światowej pełnił obowiązki wicedyrektora w Poznańsko-Warszawskim Towarzystwie Ubezpieczeniowym. Podczas wojny przebywał w Dynowie, gdzie był zatrudniony w spółdzielni rolniczo-handlowej. Po 1945 powrócił do Poznania, gdzie podjął pracę w Delegaturze Państwowej Centrali Handlowej, po czym wyjechał do Warszawy. W stolicy pracował w Centrali Rzemieślniczej, a po tzw. scaleniu ruchu spółdzielczego w Centralnym Związku Spółdzielczości Pracy (był tam radcą oraz redaktorem naczelnym „Spółdzielczości Pracy”).
W 1946 nominowany do Krajowej Rady Narodowej. Dwa lata później kandydował do Sejmu Ustawodawczego z okręgu Poznań, jednak mandatu nie otrzymał. W 1949 został posłem w miejsce zmarłego Franciszka Mańkowskiego. W 1950 był przewodniczącym Wojewódzkiego Komitetu Stronnictwa Pracy w Poznaniu oraz GKW. W 1950 (po rozwiązaniu SP w kraju) przeszedł do Klubu Poselskiego Stronnictwa Demokratycznego. Podjął działalność w strukturach tejże partii, zasiadał m.in. w Centralnym Komitecie i Radzie Naczelnej SD.
Odznaczony m.in. Krzyżem Kawalerskim Orderu Odrodzenia Polski oraz Złotym Krzyżem Zasługi.